# Juan Mata
Juan Manuel Mata García (phát âm tiếng Tây Ban Nha: [ˈxwan manˈwel ˈmata]; sinh ngày 28 tháng 4 năm 1988) là cầu thủ bóng đá người Tây Ban Nha thi đấu ở vị trí tiền vệ tấn công và hiện anh đang là cầu thủ thuộc biên chế của Western Sydney Wanderers
Mata đã bắt đầu sự nghiệp của mình tại học viện đào tạo cầu thủ của Real Madrid và bắt đầu thi đấu cho Valencia từ mùa bóng 2007-08 trước khi chuyển đến Chelsea vào tháng 8 năm 2011. Tháng 1 năm 2014, anh chính thức trở thành cầu thủ của Manchester United với mức phí chuyển nhượng từng là kỷ lục của câu lạc bộ 37,1 triệu bảng Anh.
Trong màu áo đội tuyển quốc gia, Mata là nhân tố chủ lực giúp U-21 Tây Ban Nha vô địch châu Âu năm 2011 và có mặt trong danh sách các cầu thủ Tây Ban Nha giành được hai danh hiệu vô địch liên tiếp World Cup 2010 và Euro 2012.
Tại giải bóng đá Ngoại hạng Anh hiện nay, Mata được đánh giá là một trong những cầu thủ tấn công xuất sắc nhất khi sở hữu kỹ thuật tốt, nhãn quan chiến thuật nhạy bén và khả năng ghi bàn đa dạng.

## Sự nghiệp câu lạc bộ

### Các đội trẻ
Mata sinh tại Burgos, Castile và León (nơi cha anh thi đấu vào thời điểm đó), nhưng lớn lên tại Oviedo, Asturias. Ba năm sau, gia đình Mata trở lại Asturias, và Mata bắt đầu chơi bóng trong các đội trẻ của La Fresneda và Juventud Estadio cho tới năm 12 tuổi, khi Real Oviedo tuyển anh vào đội trẻ của họ. Mata ở đây ba năm trước khi đến Real Madrid vào năm 15 tuổi. Anh lần lượt thi đấu cho các đội trẻ của Real như Cadete A, Juvenil C rồi sau cùng là Juvenil A. Ở mùa giải 2005-06, anh là trụ cột trong đội hình đội Juvenil A vô địch Liga và Copa de Campeones và ghi được 18 bàn thắng.
Mùa giải sau đó, anh đã được đẩy thẳng lên Real Madrid Castilla, hay là Real Madrid B, mà không cần phải thử sức với Real Madrid C. Trong mùa giải này, Mata là chân sút xuất sắc thứ hai của Real Madrid Castilla với 9 bàn, chỉ kém mỗi thành tích của tiền đạo Alvaro Negredo.

### Valencia

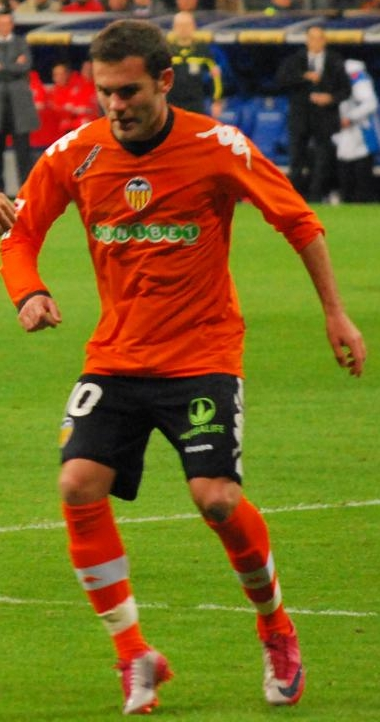
Mata thi đấu cho Valencia năm 2010

Mata chuyển sang Valencia vào tháng 3 năm 2007, và bắt đầu thi đấu từ mùa giải 2007–08.
Mata có trận đầu đầu tiên cho Valencia trong trận gặp Almería. Mùa giải đầu tiên, nhờ chấn thương của Vicente, anh được huấn luyện viên Ronald Koeman đưa vào đội hình thi đấu chính thức và có 24 lần được ra sân. Ngày 20 tháng 3 năm 2008, anh lập cú đúp trong trận bán kết Copa del Rey với FC Barcelona, đưa Valencia vào chung kết gặp Getafe. Trong trận chung kết ngày 16 tháng 4, anh đã mở tỉ số trong chiến thắng 3-1. Cuối mùa giải, Mata đã được các cổ động viên và cầu thủ Valencia bầu chọn là "Cầu thủ trẻ xuất sắc nhất mùa giải".
Ở Siêu cúp Tây Ban Nha 2008, Mata ghi bàn vào lưới câu lạc bộ cũ Real Madrid, nhưng sau hai lượt trận, Valencia để thua 3-6. Anh khởi đầu mùa giải 2008-2009 rất tốt, ghi bàn ở trận đầu tiên với R.C.D. Mallorca giúp Valencia thắng 3-0. Anh cũng là người ghi bàn thắng duy nhất trong trận đấu với CA Osasuna.
Mùa bóng 2008-09, Mata có 14 bàn thắng cho Valencia. Mùa bóng 2009-10, Mata cùng với David Silva và David Villa đã đưa Valencia trở lại với top 3. Mata có tổng cộng 17 pha lập công trên mọi mặt trận trong mùa bóng này. Tổng cộng sau bốn mùa giải khoác áo Valencia, Mata đã ra sân 174 trận trên mọi giải đấu, ghi 46 bàn và kiến tạo 45 đường chuyền thành bàn.

### Chelsea

#### Mùa giải 2011-12

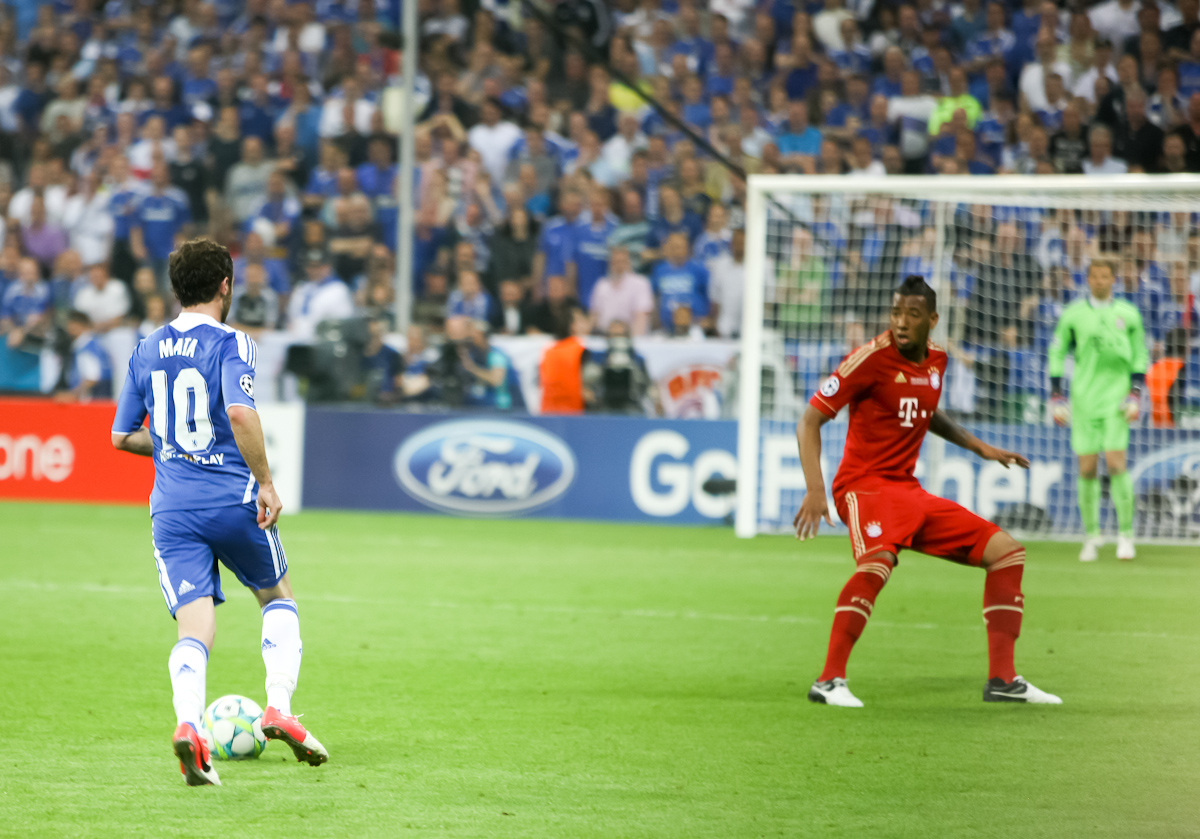
Juan Mata trong trận gặp Bayern München tại Chung kết UEFA Champions League 2012

Ngày 21 tháng 8 năm 2011, Valencia đã đồng ý bán Mata cho Chelsea với mức phí chuyển nhượng 23,5 triệu £. Ngày 24 tháng 8, Mata đã ký hợp đồng có thời hạn 5 năm với Chelsea. Tại Chelsea, Mata tiếp tục khoác áo số 10 như tại Valencia.
Ngày 27 tháng 8 năm 2011, Mata có trận đấu ra mắt trong màu áo Chelsea. Anh được vào sân từ băng ghế dự bị và đã ghi bàn thắng nâng tỉ số lên 3-1 trước Norwich City. Ngày 14 tháng 9, anh có trận đấu đầu tiên cho Chelsea tại UEFA Champions League gặp Bayer Leverkusen và cũng chính anh là người đã ấn định tỉ số 2-0 ở phút bù giờ. Ngày 29 tháng 10, Mata đã có pha dứt điểm cực mạnh từ xa đưa bóng vào góc cao, gỡ hòa 3-3 trong trận đấu với Arsenal nhưng Chelsea đã để thua chung cuộc 3-5. Ngày 26 tháng 11, Mata đã có hai đường chuyền thành bàn cho John Terry và Daniel Sturridge trước khi tự mình ấn định chiến thắng 3-1 trước Wolverhampton Wanderers. Anh trở thành Cầu thủ xuất sắc nhất trận đấu trong chiến thắng 3-0 trên sân St James' Park của Newcastle United ngày 3 tháng 12.

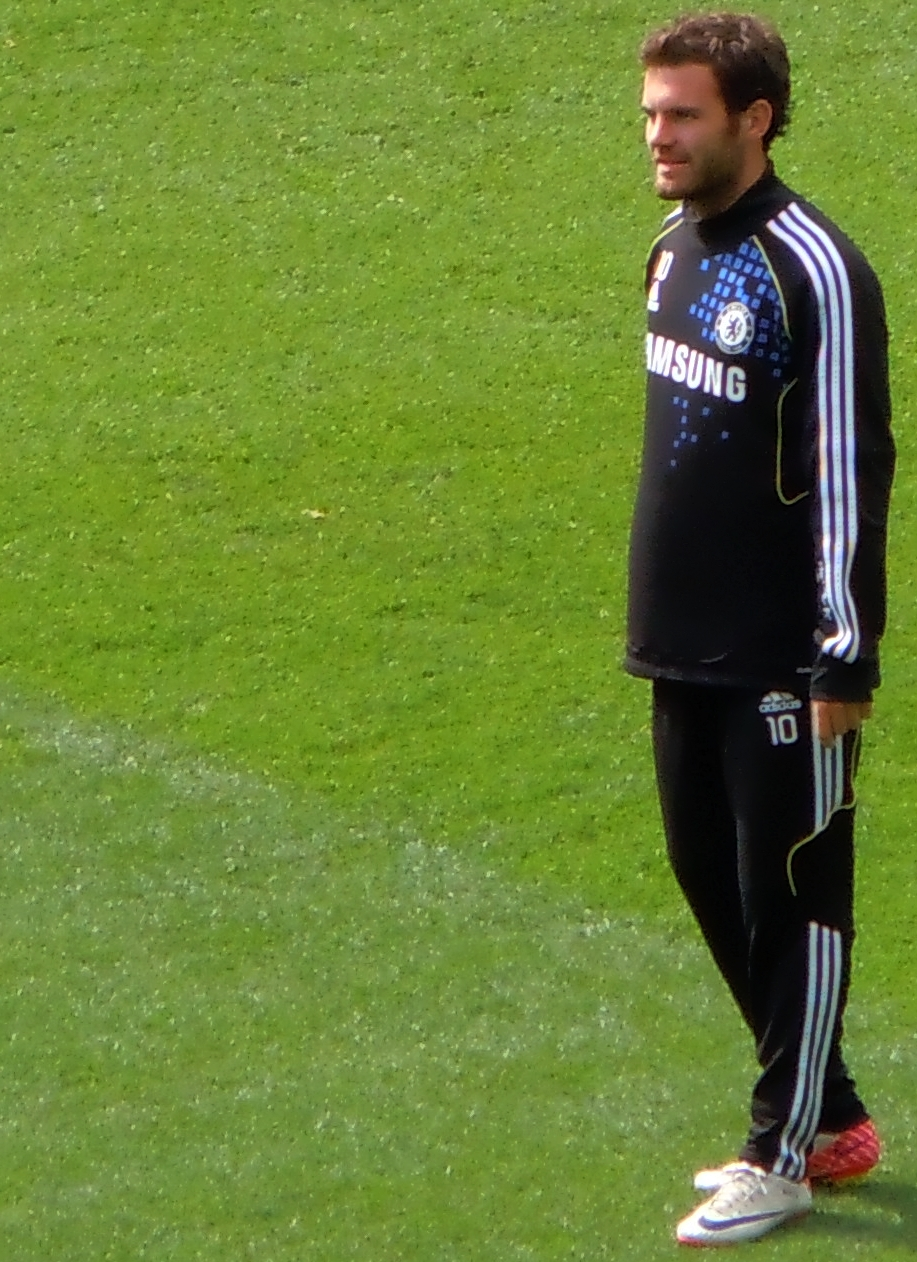
Juan Mata tập luyện với Chelsea mùa giải 2011-12.

Ngày 6 tháng 12, trong trận đấu quyết định tấm vé vào vòng sau của Chelsea ở vòng bảng Champions League, Mata đã kiến thiết cho Didier Drogba ghi hai bàn thắng vào lưới đội bóng cũ Valencia, giúp Chelsea giành chiến thắng chung cuộc 3-0. Trong Ngày tặng quà, Mata ghi bàn thắng duy nhất cho Chelsea trong trận hòa 1-1 với Fulham. Anh có bàn thắng đầu tiên tại Cúp FA 2011-12 trong chiến thắng 4-0 trước Portsmouth. Trong trận đấu vòng 4 cúp FA sau đó với QPR tại Loftus Road ngày 28 tháng 1 năm 2012, Mata ghi bàn thắng duy nhất của trận đấu từ chấm phạt đền. Ngày 5 tháng 2, trong trận đấu với Manchester United, Mata có cú vô-lê từ cự li gần nâng tỉ số lên 2-0 sau đường chuyền của tiền đạo Fernando Torres và chuyền cho David Luiz đánh đầu thành bàn nâng tỉ số lên 3-0. Trận đấu sau đó kết thúc với tỉ số 3-3. Ngày 7 tháng 3, trong trận đá lại vòng 5 cúp FA thắng Birmingham 2-0, anh đã ghi bàn mở tỉ số trận đấu nhưng thực hiện không thành công một quả phạt đền.
Ngày 15 tháng 4 năm 2012, trong chiến thắng 5-1 của Chelsea trên sân khách trước Tottenham Hotspur ở bán kết cúp FA tại sân Wembley, Mata đã ghi một bàn thắng gây tranh cãi khi pha quay chậm cho thấy bóng chưa qua vạch vôi nhưng trọng tài vẫn công nhận bàn thắng. Sau đó, Mata còn có hai đường chuyền thành bàn cho Ramires và Florent Malouda. Ngày 29 tháng 4, anh có hai đường chuyền thành bàn cho Torres trong chiến thắng 6-1 trước Queens Park Rangers, nâng tổng số đường chuyền thành bàn của anh tại Premier League 2011-12 lên con số 13. Trong trận chung kết cúp FA với Liverpool, Mata chuyền bóng cho Ramires bứt tốc ghi bàn mở tỉ số cho Chelsea. Chung cuộc Chelsea đánh bại Liverpool 2-1 và Mata giành luôn danh hiệu Cầu thủ xuất sắc nhất trận đấu.
Ngày 10 tháng 5 năm 2012, anh giành được danh hiệu Cầu thủ xuất sắc nhất Chelsea mùa giải 2011-12 ngay trong mùa giải đầu tiên cùng đội bóng, giống như thành tích của các huyền thoại Chelsea như Dennis Wise và Gianfranco Zola.
Trong trận chung kết UEFA Champions League 2012 với Bayern München ngày 19 tháng 5, từ tình huống phạt góc đầu tiên mà Chelsea được hưởng, Mata đã có đường chuyền cho Didier Drogba đánh đầu ghi bàn gỡ hòa 1-1 cho Chelsea ở phút thứ 88 để trận đấu bước vào 30 phút hiệp phụ. Trong loạt sút luân lưu, Mata thực hiện quả sút đầu tiên cho Chelsea nhưng đã bị thủ môn Manuel Neuer cản phá thành công. Tuy nhiên cuối cùng Chelsea vẫn giành thắng lợi 4-3 sau 5 loạt sút và Mata có được cú đúp danh hiệu ngay mùa giải đầu tiên thi đấu cho Chelsea.

#### Mùa giải 2012-13
Ngày 22 tháng 9 năm 2012, Mata đã có pha giật gót thông minh cho Ashley Cole ghi bàn thắng duy nhất trong trận đấu với Stoke City, giúp Chelsea tiếp tục duy trì vị trí đầu bảng tại Premier League với quả đá phạt để Torres ghi bàn và anh cũng được Goal.com bầu chọn là cầu thủ xuất sắc nhất trận. Ba ngày sau, anh có bàn thắng đầu tiên trong mùa giải 2012-13 trong trận đấu ở vòng 3 League Cup với Wolverhampton, trận đấu mà anh còn có thêm ba đường chuyền thành bàn. Ngày 29 tháng 9, Mata giúp Chelsea tiếp tục giữ vững ngôi đầu bảng tại Premier League với quả đá phạt để Torres băng xuống ghi bàn và tự mình ấn định chiến thắng 2-1 trước Arsenal trên sân Emirates. Tại lượt trận thứ hai vòng bảng của UEFA Champions League 2012-13 với Nordsjælland, Mata đã lập một cú đúp trong chiến thắng 4-0.
Ngày 20 tháng 10, Mata lại lần nữa trở thành Cầu thủ xuất sắc nhất trận đấu tại Premier League khi ghi một cú đúp và có đường chuyền thành bàn cho Daniel Sturridge giúp Chelsea lội ngược dòng thắng lại Tottenham Hotspurs 4-2 trên sân White Hart Lane sau khi đã bị dẫn trước 2-1. Vòng đấu tiếp theo, anh có pha sút phạt thành bàn đẹp mắt bằng chân trái trong thất bại 2-3 trước Manchester United.
Mata khép lại tháng 10 đầy thành công bằng danh hiệu Cầu thủ xuất sắc nhất tháng 10 tại Premier League. Đây là lần đầu tiên anh nhận được danh hiệu này kể từ ngày chuyển sang Anh thi đấu và anh cũng là cầu thủ Chelsea tiếp theo nhận được danh hiệu này kể từ tháng 3 năm 2011 sau David Luiz.
Ngày 13 tháng 12, trong trận bán kết Giải vô địch bóng đá thế giới các câu lạc bộ 2012 tại Yokohama với câu lạc bộ México Monterrey, Mata đã ghi bàn thắng mở tỉ số trận đấu và có đường căng ngang khiến cho hậu vệ Monterrey là Dárvin Chávez phản lưới nhà giúp Chelsea thắng 3-1. Trở lại Premier League, trong vòng đấu ngày Boxing Day với Norwich, Mata ghi bàn thắng duy nhất của trận đấu từ một cú sút xa đẹp mắt. Anh có bàn thắng đầu tiên trong năm 2013 với bàn thắng mở tỉ số trong chiến thắng 2-1 trước Arsenal tại Premier League.

#### Mùa giải 2013-14
Sau khi José Mourinho trở thành huấn luyện viên trưởng của Chelsea, vị trí tiền vệ công trong đội hình chính thức của Mata mất về tay Oscar do anh không phù hợp với lối chơi của Mourinho, nhất là việc thiếu khả năng phòng ngự. Ngày 28 tháng 9 năm 2013, Mata vào sân từ băng ghế dự bị trong hiệp hai trận đấu với Tottenham và có pha kiến tạo cho John Terry ghi bàn gỡ hòa 1-1. Ngày 29 tháng 10 năm 2013, Mata ghi bàn thắng đầu tiên trong mùa giải tại khuôn khổ League Cup vào lưới Arsenal giúp Chelsea thắng 2-0. Tuy nhiên đến tháng 1 năm 2014, từ vai trò là trụ cột của Chelsea mùa giải trước, Mata chỉ còn ra sân 11/22 trận của câu lạc bộ này ở Premier League.

### Manchester United

##### 2013-14
Ngày 24 tháng 1 năm 2014, trang chủ chính thức của Chelsea và Manchester United đã xác nhận hai câu lạc bộ này đã đạt được thỏa thuận chuyển nhượng Mata. Ngày 25 tháng 1, anh chính thức trở thành cầu thủ của Manchester United với giá chuyển nhượng 37,1 triệu bảng Anh, phá vỡ kỷ lục chuyển nhượng của câu lạc bộ này. Ba ngày sau đó, anh có trận ra mắt trong màu áo mới và có đường chuyền dẫn đến bàn ấn định tỷ số 2-0 của Ashley Young trước Cardiff City tại vòng 23 Giải ngoại hạng Anh 2013-14. Mata có bàn thắng đầu tiên cho Manchester United trong chiến thắng 4-1 trước Aston Villa ngày 29 tháng 3 năm 2014. Ngày 5 tháng 4, anh tỏa sáng trong chiến thắng 4-0 trước Newcastle với một cú đúp, trong đó có một pha đá phạt trực tiếp đẹp mắt và một pha giật gót kiến tạo cho Adnan Januzaj. Anh tiếp tục có một cú đúp khác trong trận thắng Norwich City 4-0, trận đấu đầu tiên của Ryan Giggs trên cương vị huấn luyện viên trưởng tạm quyền của MU. Mata kết thúc mùa giải 2013-14 với bàn thắng thứ 6 cho MU bằng một quả đá phạt trực tiếp, trong trận hòa 1-1 với Southampton.

##### 2014-15
Mata có bàn thắng đầu tiên trong mùa giải 2014-15 ngay ở vòng đấu thứ hai Giải ngoại hạng trong trận hòa 1-1 với Sunderland. Đến ngày 14 tháng 9, MU mới có chiến thắng đầu tiên tại một giải đấu chính thức dưới thời huấn luyện viên Louis van Gaal trước QPR và Mata chinh là người ấn định tỉ số 4-0 của trận đấu.

#### 2015-16
Anh có pha kiến tạo trong trận thắng Aston Villa F.C. tại vòng 2. đồng thời có 2 bàn & 2 kiến tạo trong tháng 9,giúp Man Utd có chiến thắng trước Liverpool, Southampton và Sunderland, giúp anh có danh hiệu cầu thủ xuất sắc tháng do CLB bình chọn. Ngày 2-3-2016, anh có lần đeo băng đội trưởng trong trận thắng Watford, đồng thời ghi bàn quyết định từ pha sút phạt. Vào ngày 6-3, trong trận thua 0-1 trước West Bromwich Albion F.C. anh nhận thẻ đỏ trực tiếp sau khi nhận 2 thẻ vàng trong 3 phút, anh cũng kiến tạo cho Anthony Martial ghi bàn trong trận thua 2-3 trước West Ham United F.C., qua đó để Manchester City F.C. lấy vị trí thứ 4
Vào ngày 21-5-2016, Mata gỡ hòa 1-1 cho đội sau khi để Jason puncheon mở tỷ sổ phút 78, anh được thay ra cho Jesse Lingard vào phút 90, người sau đó ghi bàn quyết định giúp Man Utd giành FA Cup

#### 2016-17
Tương lai Juan Mata trở nên khá bấp bênh tại Old Trafford kể từ ngày Mourinho tiếp quản ghế nóng. Chuyện là gần 3 năm trước, Mourinho vốn chẳng ưa lối chơi của Mata nên đã đẩy anh sang Old Trafford, bất chấp sự phản đối của số đông CĐV The Blues.
Trong trận tranh Community Shield của Man United với Leicester City, Juan Mata đã được tung vào sân phút 63. Tuy nhiên, 10 phút sau khi Ibra ghi bàn giúp Man United giành thắng lợi 2-1, cựu tiền vệ Chelsea đã bị thay ra, nhường chỗ cho Henrikh Mkhitaryan.
Quyết định của HLV Mourinho khiến không ít người bất ngờ. Còn giới truyền thông thì đồn đoán rằng Người đặc biệt có mối quan hệ không tốt với Mata.
Sau trận đấu, HLV Mourinho phải lên tiếng: "Theo luật, chúng tôi có 6 quyền thay đổi người. Khi đó, tôi đã thực hiện 5 và tôi muốn dừng trận đấu.Tôi nghĩ Juan Mata đã chơi rất tốt. Cậu ấy đã cho tôi chính xác những gì tôi cần.Nhưng tôi phải để Juan Mata rời sân, bởi cậu ấy là cầu thủ nhỏ con nhất, còn chúng tôi lại chơi bóng dài sau đó.Chúng tôi đều muốn chiến thắng. Mọi người đều cảm thấy hạnh phúc."
Kết thúc mùa giải năm đó, Juan Mata đã có cho mình 10 bàn thắng và 6 kiến tạo sau 42 lần ra sân trên mọi đấu trường.

## Sự nghiệp đội tuyển quốc gia

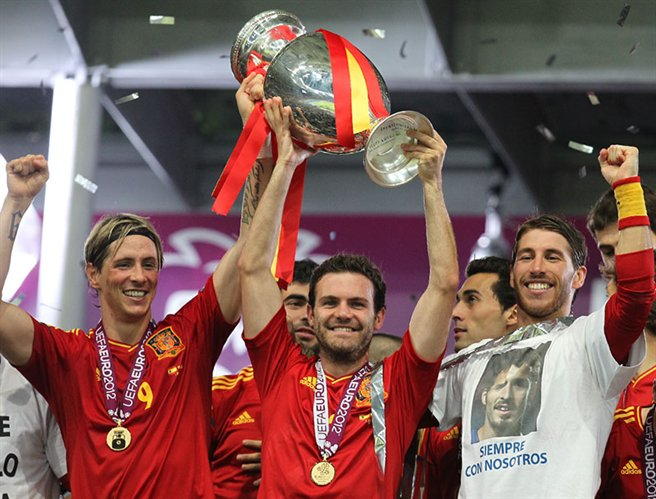
Mata cùng đội tuyển vô địch Euro 2012 cùng với Fernando Torres và Sergio Ramos

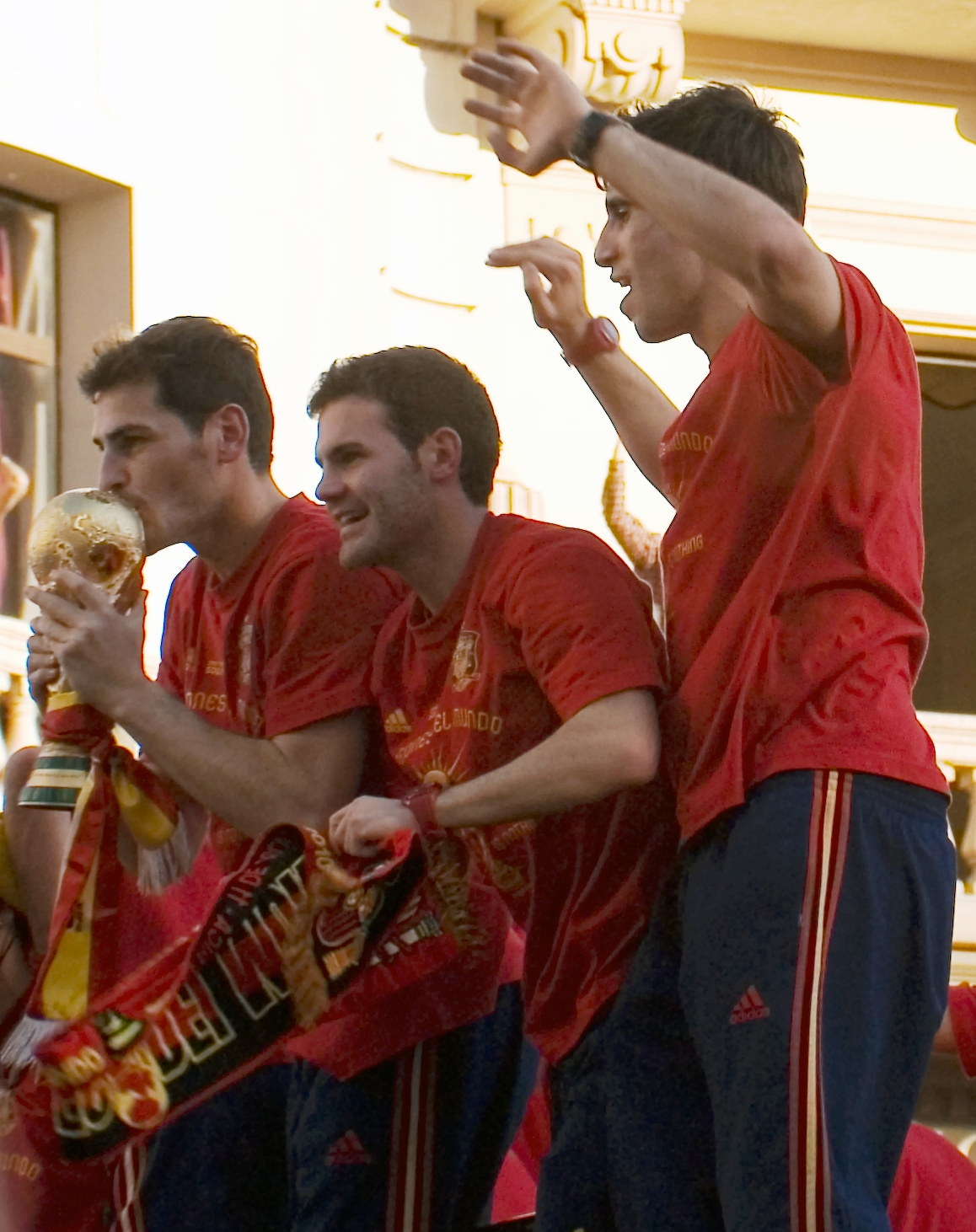
Juan Mata ăn mừng vô địch cùng với Iker Casillas và Javi Martínez ở Tây Ban Nha sau khi vô địch World Cup 2010.

Mata đã giúp U-19 Tây Ban Nha vô địch Giải U-19 châu Âu 2006, nơi anh có được 4 bàn sau 5 trận, chỉ sau đồng đội Alberto Bueno (5 bàn) trong danh sách vua phá lưới của giải đấu.
Ngày 1 tháng 2 năm 2007, Mata được huấn luyện viên trưởng đội tuyển U-21 Tây Ban Nha Iñaki Sáez triệu tập để tham gia trận giao hữu với U-21 Anh khi 18 tuổi, 10 tháng. Anh có trận đấu đầu tiên cho đội tuyển Tây Ban Nha vào ngày 28 tháng 3 năm 2009 tại vòng loại World Cup 2010 gặp Thổ Nhĩ Kỳ.
Tháng 6 năm 2009, Vicente del Bosque đã triệu tập Mata vào đội hình tham dự FIFA Confederations Cup 2009. Anh có hai trận đấu tại giải gặp Iraq và Mỹ.
Ngày 9 tháng 9 năm 2009, Mata có bàn thắng đầu tiên cho đội tuyển sau 4 lần ra sân trong chiến thắng 3-0 trước Estonia, chiến thắng chính thức giúp Tây Ban Nha tham dự World Cup 2010 tại Nam Phi. Sau đó ngày 10 tháng 10, anh ghi bàn từ chấm phạt đền ấn định chiến thắng 2-1 trước Armenia. Mata đã cùng đội tuyển Tây Ban Nha giành danh hiệu vô địch World Cup 2010, giải đấu mà anh chỉ được ra sân duy nhất một lần trong trận đấu vòng bảng với Honduras.
Ngày 26 tháng 5 năm 2011, Mata đã được triệu tập vào đội tuyển U-21 Tây Ban Nha tham dự Giải vô địch bóng đá U-21 châu Âu 2011 tại Đan Mạch. Tại giải đấu này, anh cùng với hai trụ cột quá tuổi khác là Adrián López Álvarez và Diego Capel đã hoàn thành xuất sắc nhiệm vụ làm đầu tàu cho đội U-21 giành chức vô địch giải đấu. Mata đã có hai bàn thắng, hai đường chuyền thành bàn và một lần được bầu làm Cầu thủ hay nhất trận (thắng U-21 Ukraine 3-0 ở lượt cuối vòng bảng). Anh đã được ủy ban kỹ thuật của UEFA bầu vào đội hình tiêu biểu của giải đấu.
Tại Vòng loại Euro 2012, Mata đã có được 2 bàn thắng trong các trận đấu với Litva và Cộng hòa Séc. Tháng 5 năm 2012, anh được gọi vào đội hình chính thức 23 cầu thủ Tây Ban Nha tham dự Euro 2012 tại Ba Lan và Ukraine.
Ngày 1 tháng 7, trong trận chung kết Euro 2012 với đội tuyển Ý, Mata lần đầu tiên được vào sân từ giải đấu và đã ghi bàn ấn định tỉ số 4-0 ở phút 88 chỉ sau không quá 90 giây trên sân và có được danh hiệu vô địch Euro đầu tiên trong sự nghiệp.
Ngày 18 tháng 7, Mata tiếp tục được triệu tập vào đội tuyển U-23 Tây Ban Nha tham dự Olympic Luân Đôn 2012 nhưng U-23 Tây Ban Nha đã bị loại ngay vòng bảng.
Mata có tên trong danh sách 23 cầu thủ Tây Ban Nha tham dự World Cup 2014 tại Brasil. Tại giải đấu này, Tây Ban Nha bị loại ngay sau vòng bảng và Mata chỉ được ra sân duy nhất trong trận đấu với Úc nhưng anh cũng có được một bàn thắng tại giải đấu này với pha ghi bàn ấn định chiến thắng 3-0 trước Úc.

## Thống kê sự nghiệp

### Câu lạc bộ
Tính đến ngày 4 tháng 6 năm 2025.
| Câu lạc bộ               | Mùa giải            | Giải đấu            | Giải đấu | Giải đấu | Cúp quốc gia | Cúp quốc gia | Cúp liên đoàn | Cúp liên đoàn | Châu Âu | Châu Âu | Khác | Khác | Tổng cộng | Tổng cộng |
| Câu lạc bộ               | Mùa giải            | Hạng đấu            | Trận     | Bàn      | Trận         | Bàn          | Trận          | Bàn           | Trận    | Bàn     | Trận | Bàn  | Trận      | Bàn       |
| ------------------------ | ------------------- | ------------------- | -------- | -------- | ------------ | ------------ | ------------- | ------------- | ------- | ------- | ---- | ---- | --------- | --------- |
| Real Madrid Castilla     | 2006–07             | Segunda División    | 39       | 9        | —            | —            | —             | —             | —       | —       | —    | —    | 39        | 9         |
| Valencia                 | 2007–08             | La Liga             | 24       | 5        | 8            | 4            | —             | —             | 1       | 0       | —    | —    | 33        | 9         |
| Valencia                 | 2008–09             | La Liga             | 37       | 11       | 2            | 1            | —             | —             | 6       | 1       | 2    | 1    | 47        | 14        |
| Valencia                 | 2009–10             | La Liga             | 35       | 9        | 2            | 0            | —             | —             | 14      | 5       | —    | —    | 51        | 14        |
| Valencia                 | 2010–11             | La Liga             | 33       | 8        | 3            | 0            | —             | —             | 7       | 1       | —    | —    | 43        | 9         |
| Valencia                 | Tổng cộng           | Tổng cộng           | 129      | 33       | 15           | 5            | —             | —             | 28      | 7       | 2    | 1    | 174       | 46        |
| Chelsea                  | 2011–12             | Premier League      | 34       | 6        | 7            | 4            | 1             | 0             | 12      | 2       | —    | —    | 54        | 12        |
| Chelsea                  | 2012–13             | Premier League      | 35       | 12       | 6            | 1            | 5             | 2             | 14      | 4       | 4    | 1    | 64        | 20        |
| Chelsea                  | 2013–14             | Premier League      | 13       | 0        | 0            | 0            | 2             | 1             | 2       | 0       | 0    | 0    | 17        | 1         |
| Chelsea                  | Tổng cộng           | Tổng cộng           | 82       | 18       | 13           | 5            | 8             | 3             | 28      | 6       | 4    | 1    | 135       | 33        |
| Manchester United        | 2013–14             | Premier League      | 15       | 6        | —            | —            | —             | —             | —       | —       | —    | —    | 15        | 6         |
| Manchester United        | 2014–15             | Premier League      | 33       | 9        | 2            | 1            | 0             | 0             | —       | —       | —    | —    | 35        | 10        |
| Manchester United        | 2015–16             | Premier League      | 38       | 6        | 4            | 3            | 1             | 0             | 11      | 1       | —    | —    | 54        | 10        |
| Manchester United        | 2016–17             | Premier League      | 25       | 6        | 3            | 0            | 3             | 2             | 10      | 2       | 1    | 0    | 42        | 10        |
| Manchester United        | 2017–18             | Premier League      | 28       | 3        | 5            | 0            | 1             | 0             | 6       | 0       | 0    | 0    | 40        | 3         |
| Manchester United        | 2018–19             | Premier League      | 22       | 3        | 3            | 1            | 1             | 1             | 6       | 1       | —    | —    | 32        | 6         |
| Manchester United        | 2019–20             | Premier League      | 19       | 0        | 4            | 1            | 3             | 0             | 11      | 2       | —    | —    | 37        | 3         |
| Manchester United        | 2020–21             | Premier League      | 9        | 1        | 1            | 0            | 2             | 2             | 6       | 0       | —    | —    | 18        | 3         |
| Manchester United        | 2021–22             | Premier League      | 7        | 0        | 1            | 0            | 1             | 0             | 3       | 0       | —    | —    | 12        | 0         |
| Manchester United        | Tổng cộng           | Tổng cộng           | 196      | 34       | 23           | 6            | 12            | 5             | 53      | 6       | 1    | 0    | 285       | 51        |
| Galatasaray              | 2022–23             | Süper Lig           | 16       | 3        | 2            | 0            | —             | —             | —       | —       | —    | —    | 18        | 3         |
| Vissel Kobe              | 2023                | J1 League           | 1        | 0        | —            | —            | —             | —             | —       | —       | —    | —    | 1         | 0         |
| Western Sydney Wanderers | 2024–25             | A-League            | 23       | 1        | 0            | 0            | —             | —             | —       | —       | —    | —    | 23        | 1         |
| Tổng cộng sự nghiệp      | Tổng cộng sự nghiệp | Tổng cộng sự nghiệp | 486      | 98       | 53           | 16           | 20            | 8             | 109     | 19      | 7    | 2    | 675       | 143       |

1. ↑  Bao gồm Copa del Rey, FA Cup, Turkish Cup
2. ↑  Bao gồm Football League Cup/EFL Cup
3. 1 2 3 4 5 6 7  Số lần ra sân tại UEFA Champions League
4. 1 2 3 4  Số lần ra sân tại UEFA Cup/UEFA Europa League
5. ↑  Số lần ra sân tại Supercopa de España
6. ↑  Sáu lần ra sân và ba bàn thắng tại UEFA Champions League, tám lần ra sân và một bàn thắng tại UEFA Europa League
7. ↑  Một lần ra sân tại FA Community Shield, một lần ra sân tại UEFA Super Cup, hai lần ra sân và một bàn thắng tại FIFA Club World Cup
8. ↑  Bảy lần ra sân và một bàn thắng tại UEFA Champions League, bốn lần ra sân tại UEFA Europa League
9. ↑  Ra sân tại FA Community Shield
10. ↑  Một lần ra sân tại UEFA Champions League, năm lần ra sân tại UEFA Europa League

### Quốc tế
Tính đến 15 tháng 11 năm 2016.
| Đội tuyển quốc gia | Năm       | Số trận | Bàn thắng |
| ------------------ | --------- | ------- | --------- |
| Tây Ban Nha        | 2009      | 7       | 3         |
| Tây Ban Nha        | 2010      | 3       | 0         |
| Tây Ban Nha        | 2011      | 6       | 2         |
| Tây Ban Nha        | 2012      | 4       | 1         |
| Tây Ban Nha        | 2013      | 12      | 3         |
| Tây Ban Nha        | 2014      | 2       | 1         |
| Tây Ban Nha        | 2015      | 4       | 0         |
| Tây Ban Nha        | 2016      | 3       | 0         |
| Tổng cộng          | Tổng cộng | 41      | 10        |

### Bàn thắng cho đội tuyển quốc gia
| 1.                            | 9 tháng 9 năm 2009   | Estadio Romano, Mérida, Tây Ban Nha            | Estonia              | 3–0 | 3–0  | Vòng loại World Cup 2010        |
| 2.                            | 10 tháng 10 năm 2009 | Sân vận động Hanrapetakan, Yerevan, Armenia    | Armenia              | 2–1 | 2–1  | Vòng loại World Cup 2010        |
| 3.                            | 14 tháng 10 năm 2009 | Bilino Polje, Zenica, Bosna và Hercegovina     | Bosna và Hercegovina | 5–0 | 5–2  | Vòng loại World Cup 2010        |
| 4.                            | 29 tháng 3 năm 2011  | Sân vận động Darius Girenas, Kaunas, Litva     | Litva                | 3–1 | 1–3  | Vòng loại Euro 2012             |
| 5.                            | 7 tháng 10 năm 2011  | Generali Arena, Prague, Cộng hòa Séc           | Séc                  | 1–0 | 2–0  | Vòng loại Euro 2012             |
| 6.                            | 1 tháng 7 năm 2012   | Sân vận động Olympic, Kiev, Ukraine            | Ý                    | 4–0 | 4–0  | Euro 2012                       |
| 7.                            | 11 tháng 6 năm 2013  | Sân vận động Yankee, New York, Mỹ              | Cộng hòa Ireland     | 2–0 | 2–0  | Giao hữu                        |
| 8.                            | 20 tháng 6 năm 2013  | Sân vận động Maracanã, Rio de Janeiro, Brasil  | Tahiti               | 8–0 | 10–0 | Cúp Liên đoàn các châu lục 2013 |
| 9                             | 15 tháng 10 năm 2013 | Estadio Carlos Belmonte, Albacete, Tây Ban Nha | Gruzia               | 2–0 | 2–0  | Vòng loại World Cup 2014        |
| 10.                           | 23 tháng 6 năm 2014  | Arena da Baixada, Curitiba, Brasil             | Úc                   | 3–0 | 3–0  | World Cup 2014                  |
| Cập nhật: 24 tháng 6 năm 2014 |                      |                                                |                      |     |      |                                 |

## Danh hiệu

### Câu lạc bộ

#### Valencia
- Copa del Rey: 2007-08

#### Chelsea
- FA Cup: 2011–12
- UEFA Champions League: 2011–12
- UEFA Europa League: 2012–13

#### Manchester United
- FA Cup: 2015–16
- EFL Cup: 2016–17
- FA Community Shield: 2016
- UEFA Europa League: 2016–17

Galatasaray
- Süper Lig: 2022–23

Vissel Kobe
- J1 League: 2023

### Quốc tế

#### Tây Ban Nha
- FIFA World Cup: 2010
- UEFA Euro: 2012

#### U-19 Tây Ban Nha
- Giải vô địch bóng đá U-19 châu Âu: 2006

#### U-21 Tây Ban Nha
- Giải vô địch bóng đá U-21 châu Âu: 2011

### Cá nhân
- Giải vô địch bóng đá U-21 châu Âu 2011: Quả bóng Đồng (2 bàn thắng)
- Giải vô địch bóng đá U-21 châu Âu 2011: Đội hình tiêu biểu giải đấu
- Cầu thủ xuất sắc nhất trong tháng của Giải bóng đá ngoại hạng Anh: tháng 10 năm 2012
- Đội hình tiêu biểu giải Ngoại hạng Anh: 2012-13

## Cuộc sống cá nhân
Mata đã từng có thời gian học tại trường Universidad Politecnica de Madrid, ngành báo chí. Vào thời gian rảnh rỗi, anh thường chơi bóng bàn.
Cha anh, cũng có tên là Juan, là cựu tiền đạo thi đấu trong giai đoạn đầu thập niên 80 đến đầu thập niên 90, giờ là người đại diện của Mata.